# Lake Isabella
Lake Isabella és una concentració de població designada pel cens dels Estats Units a l'estat de Califòrnia. Segons el cens del 2000 tenia 3.315 habitants.

## Demografia
Segons el cens del 2000, Lake Isabella tenia 3.315 habitants, 1.526 habitatges, i 877 famílies. La densitat de població era de 57,9 habitants/km².
Dels 1.526 habitatges en un 21,9% hi vivien nens de menys de 18 anys, en un 41,9% hi vivien parelles casades, en un 10,3% dones solteres, i en un 42,5% no eren unitats familiars. En el 37,6% dels habitatges hi vivien persones soles el 22% de les quals corresponia a persones de 65 anys o més que vivien soles. El nombre mitjà de persones vivint en cada habitatge era de 2,17 i el nombre mitjà de persones que vivien en cada família era de 2,83.
Per edats la població es repartia de la següent manera: un 23% tenia menys de 18 anys, un 6% entre 18 i 24, un 19,7% entre 25 i 44, un 23,5% de 45 a 60 i un 27,8% 65 anys o més.
L'edat mediana era de 46 anys. Per cada 100 dones de 18 o més anys hi havia 84,4 homes.
La renda mediana per habitatge era de 19.813 $ i la renda mediana per família de 24.800 $. Els homes tenien una renda mediana de 24.896 $ mentre que les dones 18.523 $. La renda per capita de la població era d'11.452 $. Entorn del 18,2% de les famílies i el 20,5% de la població estaven per davall del llindar de pobresa.

## Poblacions més properes
El següent diagrama mostra les poblacions més properes.